# 热河畔库朗
热河畔库朗（法語：Coulans-sur-Gée，法語發音：[kulɑ̃ syʁ ʒe]）是法国萨尔特省的一个市镇，属于拉弗莱什区。

## 地理
热河畔库朗（48°1'18"N, 0°0'35"E）面积27.48 平方千米，位于法国卢瓦尔河地区大区萨尔特省，该省份为法国西北部内陆省份，北起顺时针与奥恩省、厄尔-卢瓦省、卢瓦-谢尔省、安德尔-卢瓦尔省、曼恩-卢瓦尔省和马耶讷省接壤，是法国大西部的入口，连接卢瓦尔河谷、布列塔尼和巴黎盆地。
与热河畔库朗接壤的市镇（或旧市镇、城区）包括：拉坎特、苏利涅-弗拉塞、热河畔布兰、绍富尔圣母村、贝尔奈讷维昂香槟。
热河畔库朗的时区为UTC+01:00、UTC+02:00（夏令时）。

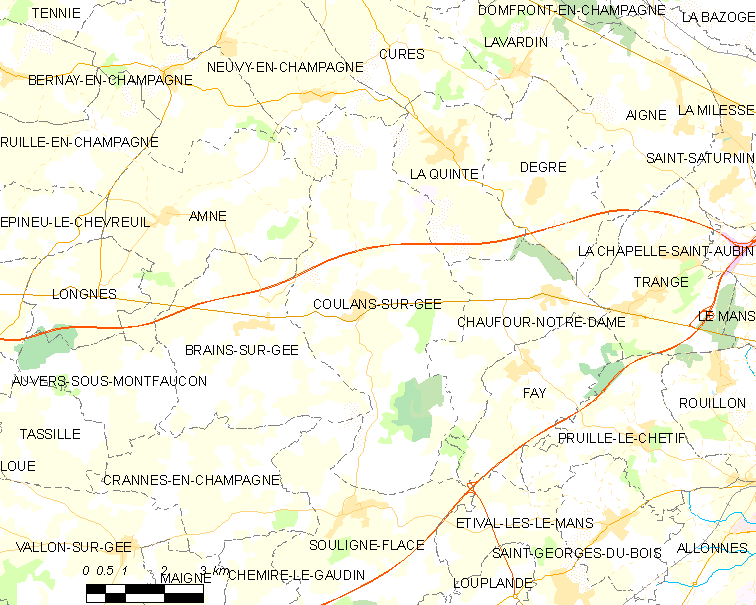
热河畔库朗的OSM定位图

## 行政
热河畔库朗的邮政编码为72550，INSEE市镇编码为72096。

## 政治
热河畔库朗所属的省级选区为卢埃县。

## 人口

1962-2008年间热河畔库朗人口变化图示

热河畔库朗于2022年1月1日时的人口数量为1619人。